# Parachalciope agonia
Parachalciope agonia  là một loài bướm đêm thuộc họ Noctuidae. Nó được tìm thấy ở Châu Phi, bao gồm Uganda.